# The Castle of Otranto
The Castle of Otranto ("El castell d'Otranto") és una obra escrita en per Horace Walpole en 1764. Es considera que és el primer llibre de l'anomenada novel·la gòtica, que triomfaria amb el romanticisme i esdevindria un subgènere dins de la literatura de terror contemporània. La novel·la va ser publicada primer anònimament, ja que el seu autor temia la reacció del públic en trencar les normes de la literatura neoclàssica imperant. El seu gran èxit l'animà a confessar l'autoria i provocà multitud de versions.

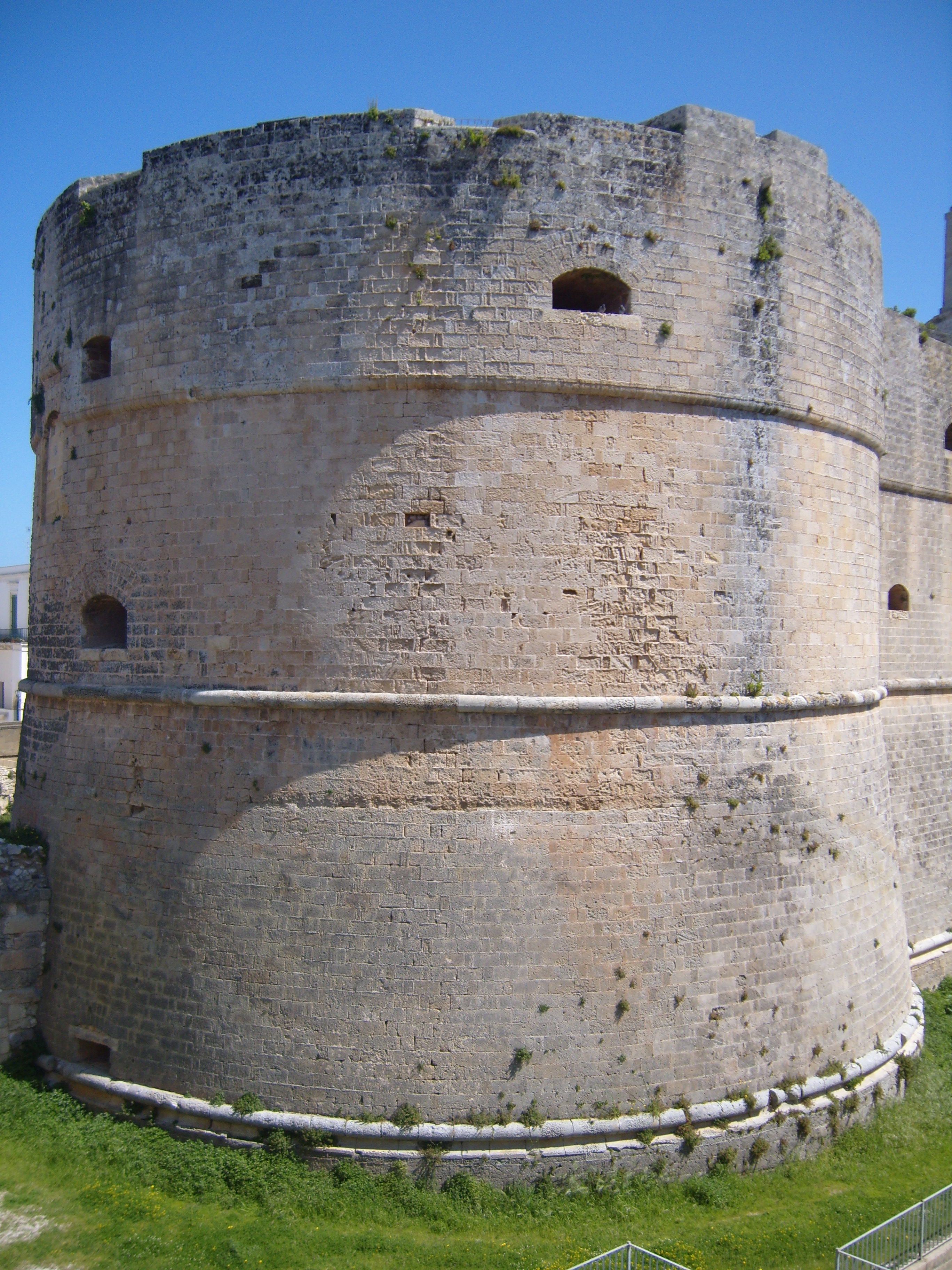
Les restes de l'autèntic castell d'Otranto

## Argument
Manfred és el nou amo del castell d'Otranto, després que el seu senyor morís a les croades en estranyes circumstàncies. Però el castell té una maledicció associada, com prova el fet que el seu fill gran mori just abans del seu casament. Manfred decideix llavors divorciar-se, abandonar la seva muller i la seva filla, i casar-se ell mateix amb la jove, en l'esperança de perpetuar el seu llinatge amb més fills mascles. Isabella, la promesa, escapa del castell horroritzada, amb ajuda de Theodore, un camperol de qui la filla de Manfred, Matilda, està enamorada des de fa temps. Isabella es refugia a un monestir regentat per un monjo que és el pare de Theodore. Aquest intenta ajudar la jove tancant-la en una cambra sota terra i demana ajuda a uns cavallers que comencen a combatre Manfred i els seus servents. El líder dels cavallers resulta ser el pare d'Isabella i s'enamora de Matilda, per la qual cosa demana a Manfred un intercanvi de filles. Matilda va a demanar ajuda a Theodore i el seu pare l'assassina. Finalment Theodore reclama el castell d'Otranto, en revelar-se com l'autentic hereu, i es casa amb Isabella mentre els dos pares es consumeixen en els remordiments pels amors prohibits.

## Anàlisi
En aquesta novel·la apareixen elements que després seran clàssics de la ficció gòtica: una ambientació medieval, una trama complicada que inclou amor de diverses parelles, elements sobrenaturals (en aquest cas les profecies i les morts estranyes dels personatges), identitats amagades i un antagonista cruel. L'associació entre terror i amor serà una de les marques del gènere, especialment en les seves revisions més modernes.
La història està basada en algunes llegendes que envolten la vida de Manfred I de Sicília, qui dona nom al protagonista. Una altra font d'inspiració, reconeguda pel mateix Walpole, és Shakespeare, ja que el fantasma turmentat de Hamlet ajuda a crear l'ambient del castell.
Walpole intenta que la història sigui versemblant malgrat emmarcar-se en el gènere fantàstic. Per això justifica les accions dels personatges i al·ludeix a un suposat manuscrit com la font de la història, que ell estaria només traduint. El pes dels sentiments contrasta amb la majoria de la literatura del segle XVIII, de caràcter molt més racional i contra la qual vol posicionar-se. Per això és un precursor del romanticisme, que reivindicarà justament els sentiments exaltats i el retorn a l'edat mitjana prefigurats per Walpole.